# 韓国鉄道7200形ディーゼル機関車

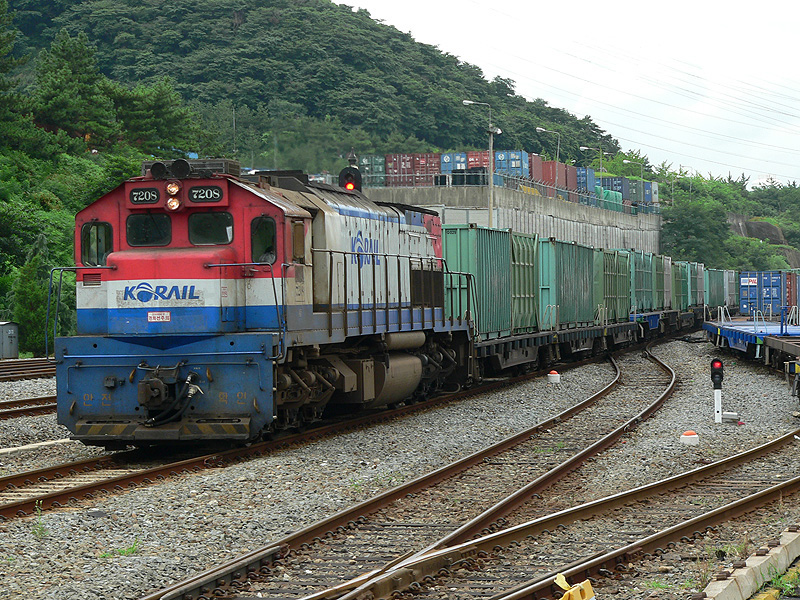
7200形ディーゼル機関車

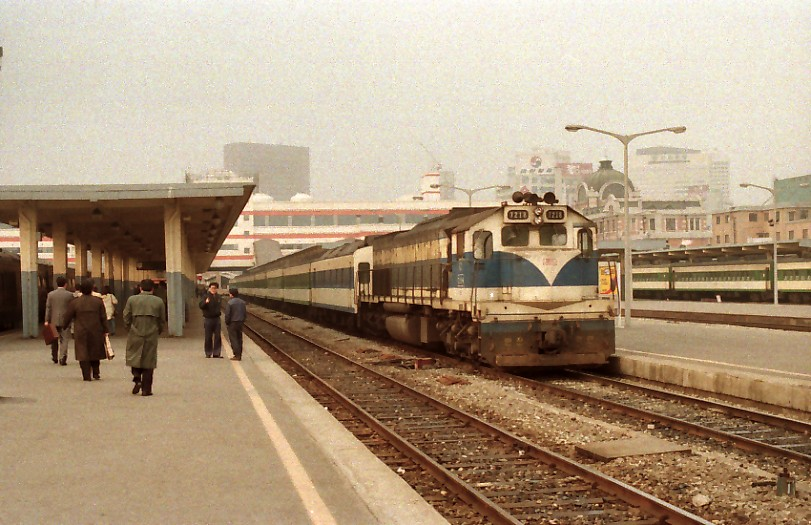
二世代前の塗装の7200形。
(1988年、ソウル駅で撮影)

7200形ディーゼル機関車は、韓国鉄道公社の電気式ディーゼル機関車である。7500形を種車に、高速旅客列車の牽引用としてギヤ比を7100形と同じ57:20に変更したものである。40両が改造された。2010年4月現在、16両が残っている。
| スタブアイコン | サブスタブ | この項目は、まだ閲覧者の調べものの参照としては役立たない、鉄道に関連した書きかけの項目です。この項目を加筆・訂正などしてくださる協力者を求めています（P:鉄道/PJ:鉄道）。 |